# Ciudad Mante

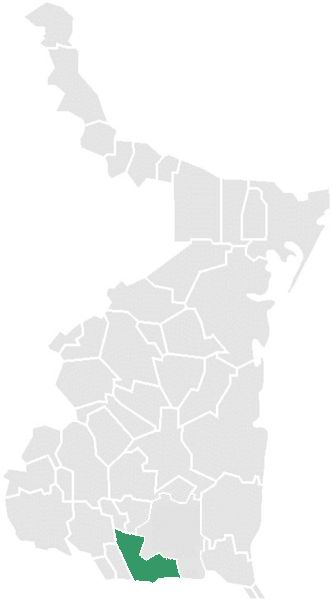
Lokalizacja gminy na mapie stanu Tamaulipas

Ciudad Mante – miasto w środkowej części południowego skraju meksykańskiego stanu Tamaulipas, położone w odległości około 130 kilometrów od wybrzeża Zatoki Meksykańskiej, leży na północny zachód od miasta Tampico. Miasto w roku 2005 liczyło 81 884 mieszkańców. Przez miasto przepływa Río Guayalejo.

## Klimat
Miasto leży już w rejonie klimatu tropikalnego. Latem, w czerwcu, lipcu temperatury sięgają 40 – 46 °C, podczas gdy minimalne temperatury listopada/grudnia zawierają się w przedziale 4-26 °C. Opady występują głównie latem a roczna ich suma przekracza 1000 mm. Dominują wiatry znad Zatoki Meksykańskiej (wschód – południowy wschód).

## Gmina El Mante
Ciudad Mante jest siedzibą władz gminy El Mante. Gmina w 2005 roku liczyła ponad 112 tys. mieszkańców. Z wyjątkiem niewielkich wzniesień na wschodzie powierzchnia gminy jest płaska, równinna co sprawia, że dominującym zatrudnieniem jest rolnictwo. Najczęściej uprawia się: trzcinę cukrową, fasolę, soję, bawełnę, sorgo, kukurydzę i ryż.

## Współpraca
- Ocampo, Meksyk
- Gomez Farias, Meksyk
- Xicoténcatl, Meksyk
- Antiguo Morelos, Meksyk
- Nuevo Morelos, Meksyk
- González, Meksyk
- Boulder, Stany Zjednoczone